# خودبری
خودبُری یا خودوابُری (انگلیسی: Autotomy) یا قطع عضو ارادی رفتاری دفاعی است که در برخی از جانوران دیده می‌شود.
این جانوران در حالت خطر، یک یا چند اندام ثانوی بدن خود را وابریده و می‌اندازند. این کار معمولاً به عنوان یک سازوکار دفاعی برای فرار از چنگ درندگان و منحرف کردن حواس جانور درنده و از این طریق، ایجاد امکان بیشتر برای فرار از دست آن‌ها را فراهم می‌کند.
برخی از جانوران قادرند بخش جداشده بدن خود را دوباره رویانده و احیا کنند.
مارمولک، سمندر و سوسمار پل‌دماغی از جمله جانوران خودبری دارند.

## در بی‌مهرگان
بیش از ۲۰۰ گونه از بی‌مهرگان به عنوان یکی از رفتارهای حفاظتی، توان خودبری دارند: ازجمله:
نرم‌تنان:
- لیسه خاکی (Prophysaon)[۵]
- حلزون دریایی (Oxynoe panamensis)
- هشت‌پا

بندپایان:
- جیرجیرک[۶]
- عنکبوت[۷]
- خرچنگ[۸]
- شاه‌میگو